# Fenchelhonig
Fenchelhonig ist eine Mischung aus Fenchelsirup und Honig, unter Umständen mit Zusatz von Fenchelöl. 
Er dient als traditionelles Hausmittel bei Erkältungshusten zur Unterstützung der Schleimlösung. Insbesondere in der Kinderheilkunde wird Fenchelhonig als Naturmedizin zur Behandlung von Störungen des Magen-Darmtraktes und bei Nierenproblemen eingesetzt, zumal der Fenchel auf Kinder eine beruhigende Wirkung hat.